# Cheumatopsyche speciosa
Cheumatopsyche speciosa är en nattsländeart som först beskrevs av Banks 1904.  Cheumatopsyche speciosa ingår i släktet Cheumatopsyche och familjen ryssjenattsländor. Inga underarter finns listade i Catalogue of Life.